# Sture (Vorname)
Sture ist ein schwedischer männlicher Vorname, abgeleitet von dem altnordischen stura. Der Name kommt gelegentlich auch in Norwegen und Dänemark vor. Der Vorname war insbesondere zwischen den 1920er- und 1940er-Jahren populär. In Schweden gab es zum 31. Dezember 2005 insgesamt 17.278 Personen mit Sture als Vornamen, wovon 7.260 ihn als Rufnamen hatten. Namenstag ist der 13. September (1986–1992: 14. September).

## Namensträger
- Sture Allén (1928–2022), schwedischer Sprachforscher
- Sture Andersson (* 1949), schwedischer Eishockeyspieler
- Sture Bolin (1900–1963), schwedischer Historiker und Hochschullehrer
- Sture Fronæus (1916–2009), schwedischer Chemiker
- Sture Grahn (1932–2024), schwedischer Skilangläufer
- Sture Johnsson (* 1945), schwedischer Badmintonspieler
- Sture Lagercrantz (1910–2001), schwedischer Ethnograph
- Sture Lindgren (1898–1952), schwedischer Manager
- Sture Ohlin (1935–2023), schwedischer Biathlet
- Sture Petrén (1908–1976), schwedischer Jurist und Diplomat
- Sture Sivertsen (* 1966), norwegischer Skilangläufer
- Sture Stork (1930–2002), schwedischer Segler